# Трансфегераське шосе
Трансфегераське шосе (іноді вживається: Трансфегерешан, Трансфагарасан, рум. Transfăgărășan DN7C) — гірське шосе в Карпатах, що з'єднує румунські області Волощину і Трансильванію, проходячи через гірський масив Фегераш .
Найвищої точки досягає на висоті 2034 метри. Це друга за висотою проходження високогірна траса в Румунії. Найбільшої висоти досягає шосе DN67C (Трансальпіна) — 2145 метрів. Трансфегераське шосе було побудовано в 1970 — 1974 роках за наказом Ніколає Чаушеску для військових потреб.

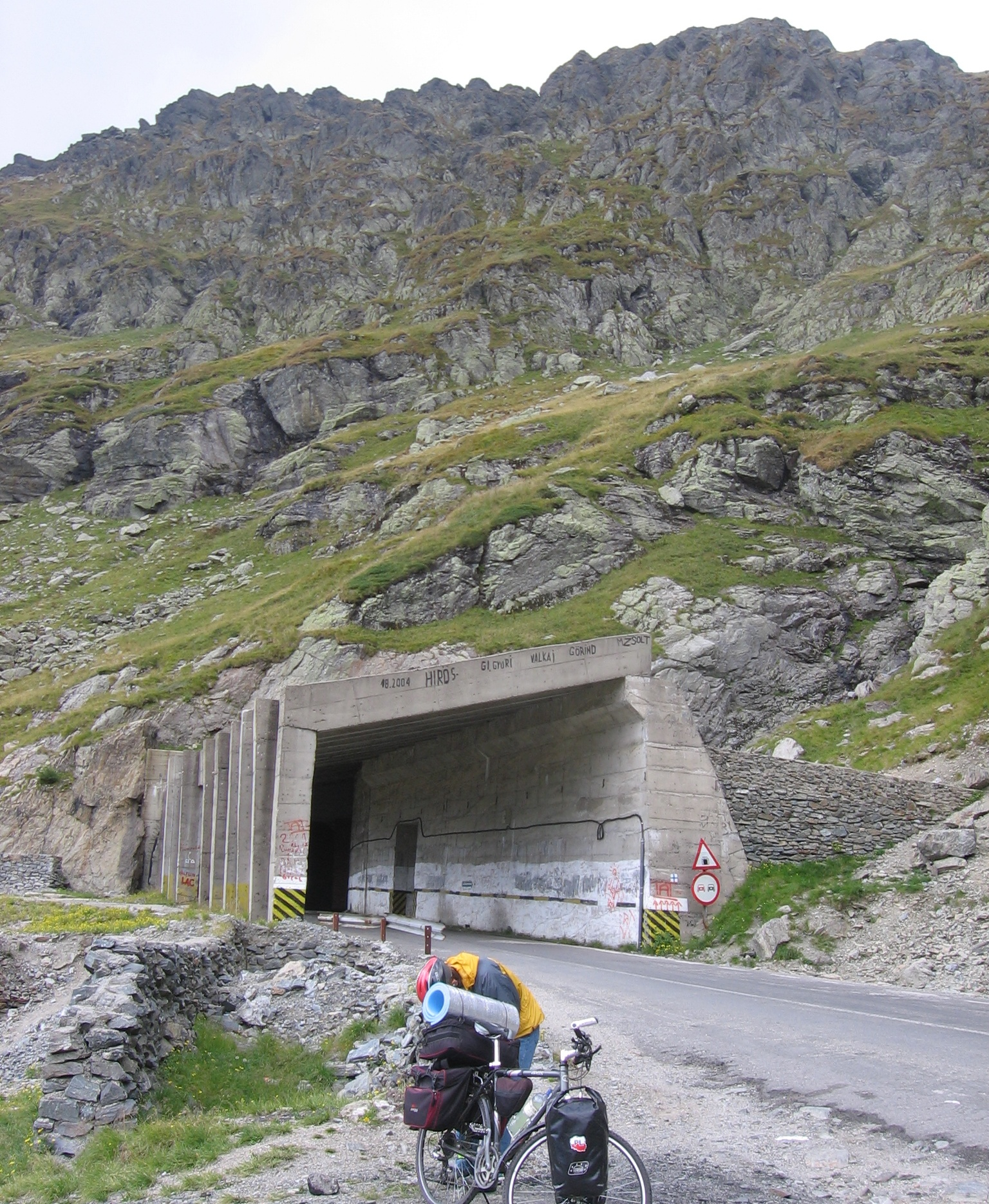
Вхід в найдовший з 5 тунелів Трансфегераського шосе

Будівництво велося переважно силами і засобами Румунської армії . Причиною створення такого грандіозного проекту стало вторгнення військ країн Варшавського договору в Чехословаччину в 1968 році, і Чаушеску побоювався подібних дій відносно свого режиму. Як і багато інших масштабних проектів, будівництво Трансфегераського шосе вимагало величезних витрат: тільки динаміту було витрачено близько 6000 тонн. Не обійшлося і без жертв — на будівництві дороги загинули близько 40 осіб.
На честь будівельників зі складу інженерних військ Румунської армії, які брали участь у прокладанні шосе, на двох ділянках встановлено пам'ятники з пам'ятними табличками — один на висоті 1200 метрів, і інший на висоті 1600 метрів .
Сьогодні це шосе вважається однією з найкрасивіших доріг у світі і є однією з визначних пам'яток Румунії. В його околицях також знаходяться і інші румунські пам'ятки: гірське озеро і водоспад Биля і фортеця Поєнарь, також відома як резиденція Влада Дракули .
Через пізнє танення снігу на високогірній ділянці наскрізний рух по дорозі між північними і південними схилами Карпат відкрито тільки з 30 червня по 1 листопада, і тільки в світлий час доби — з 06:00 по 22:00. Рекомендована швидкість руху — 40 км/год. Проте, є досвід успішного наскрізного проїзду по Трансфегераському шосе в червні.
У 2009 році на цій дорозі тестували свої спорткари ведучі Top Gear, і Джеремі Кларксон назвав її найкращою для їзди на спортивних машинах .

## Фотогалерея

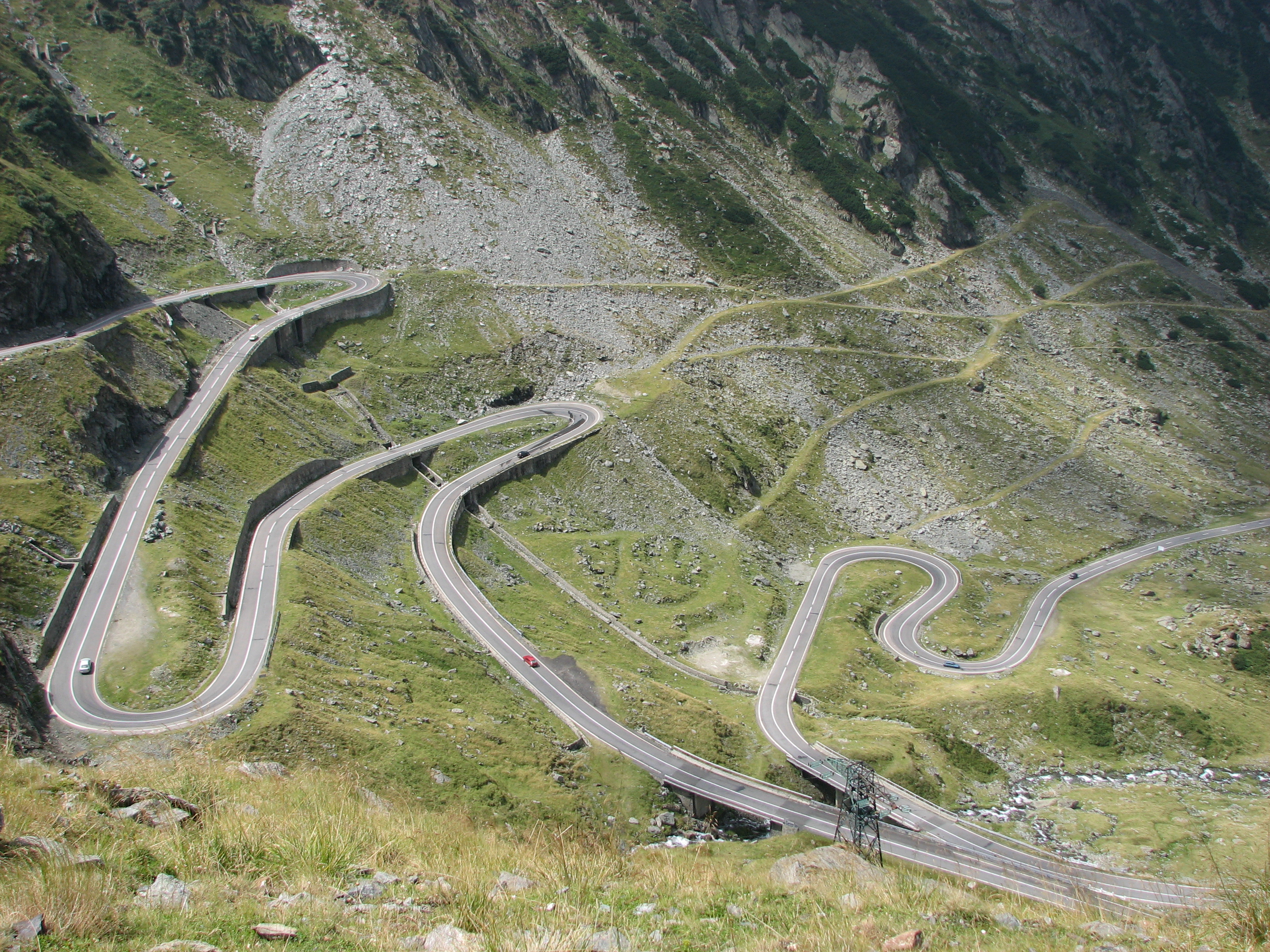
Ділянка шосе поблизу Сібіу
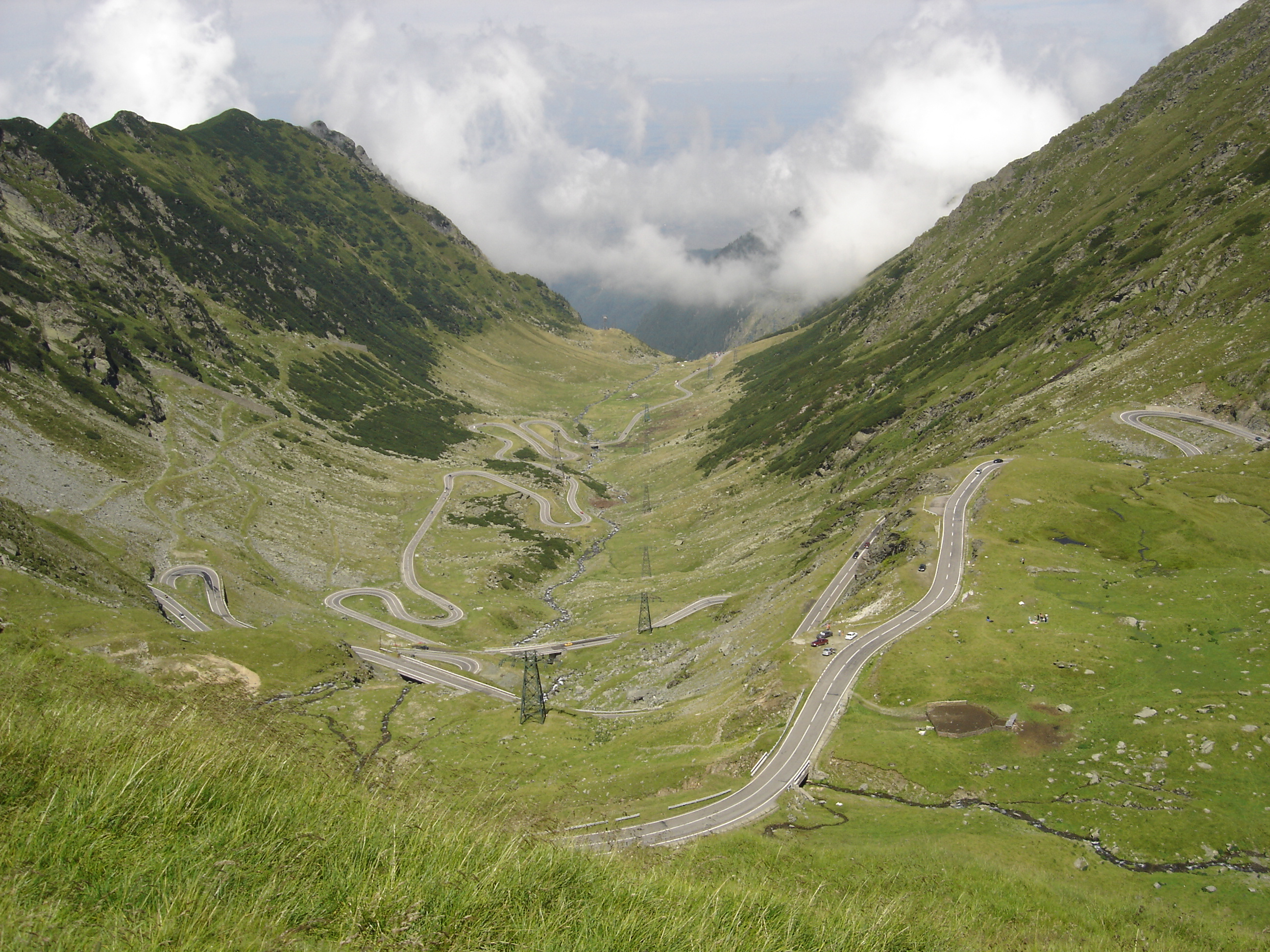
Ділянка гірського серпантину
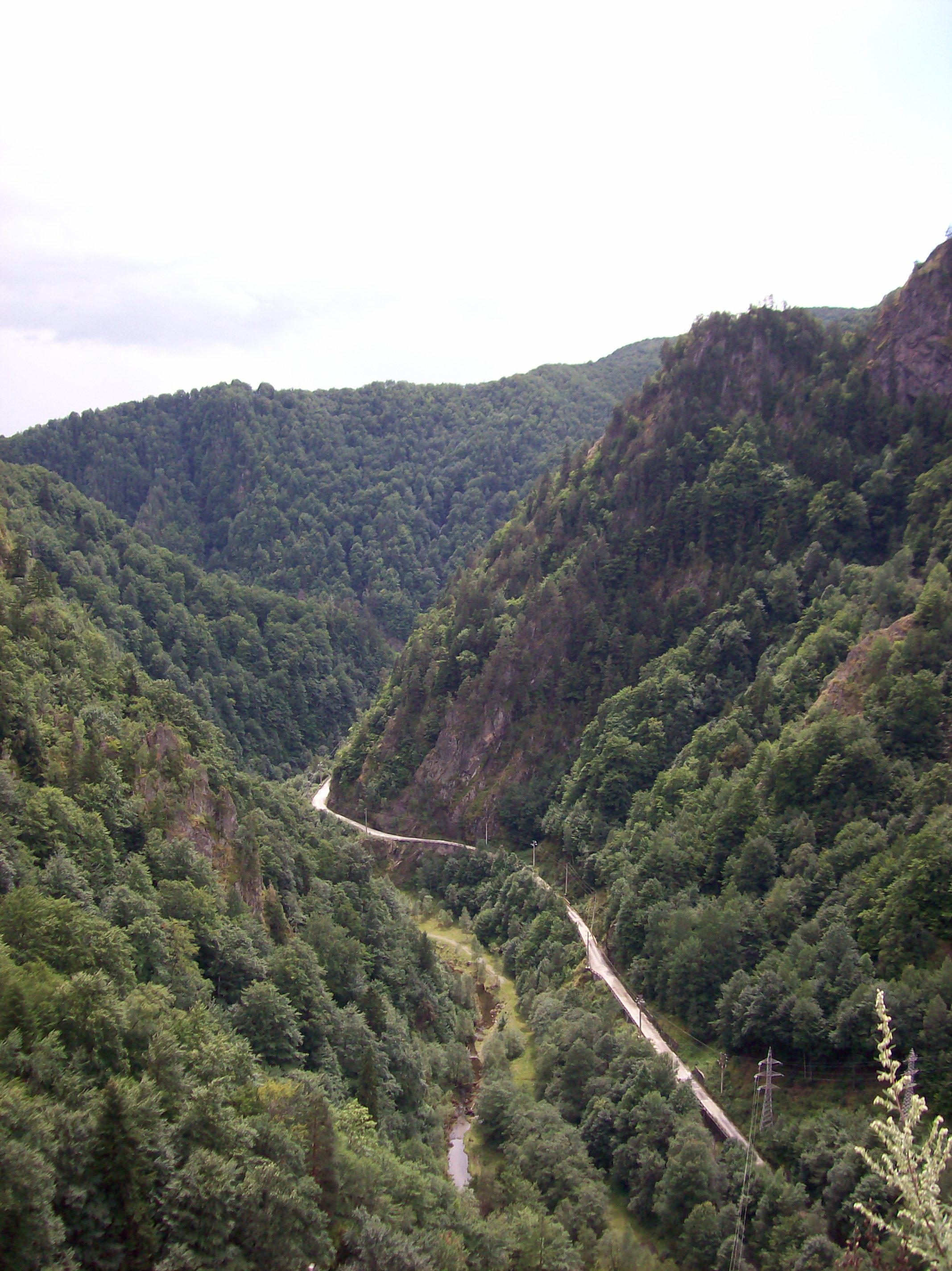
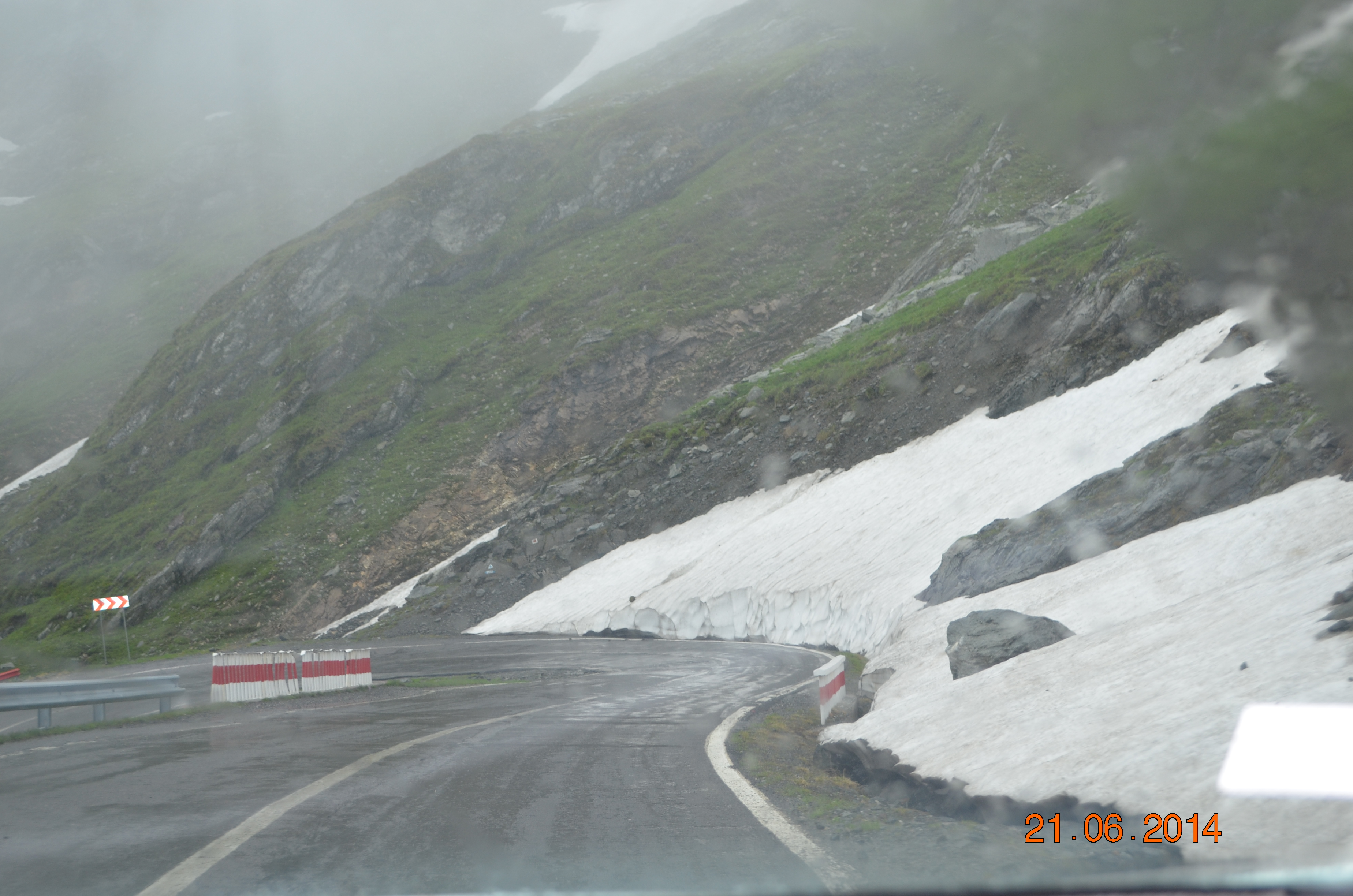
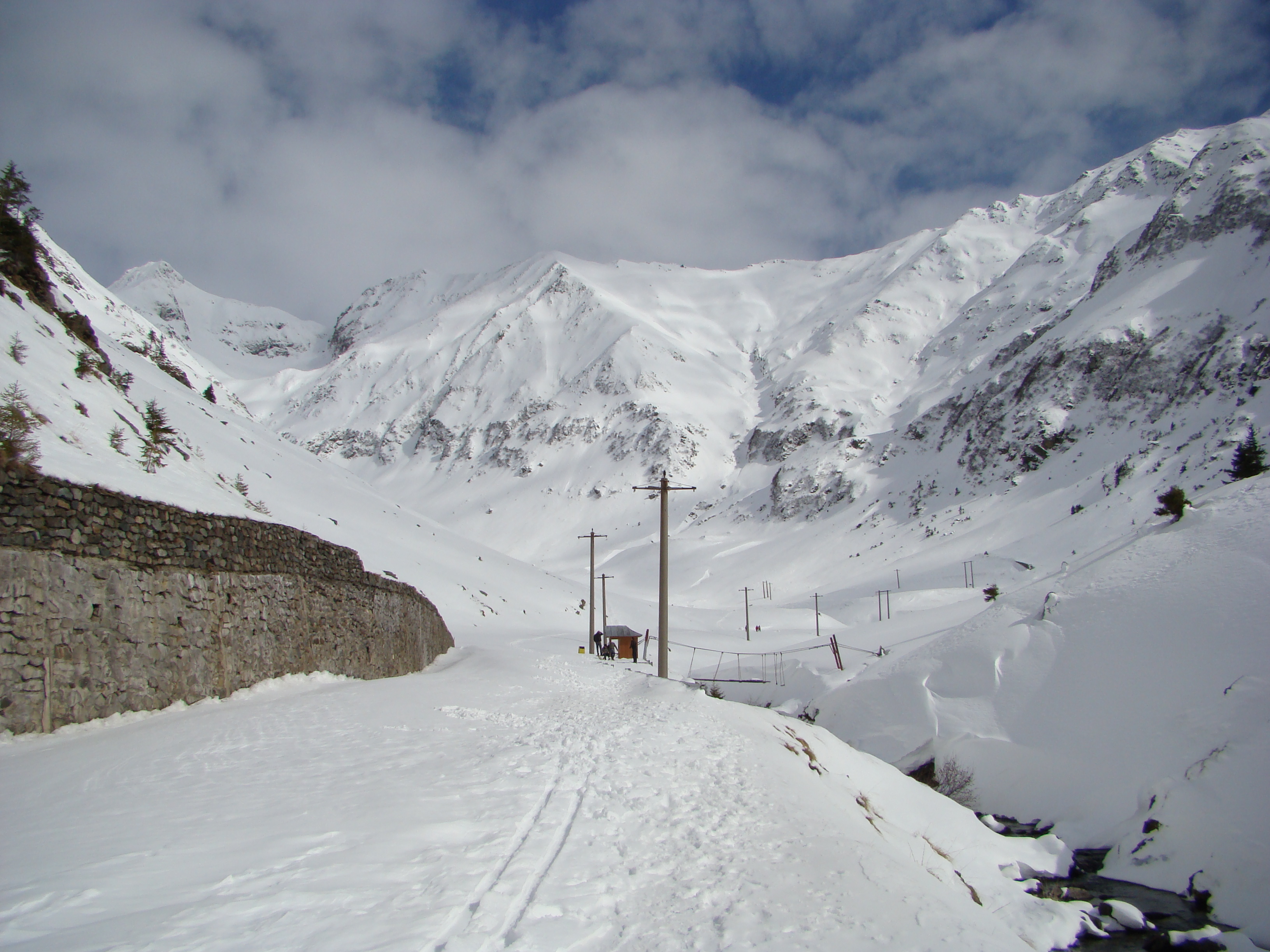
Магістраль взимку
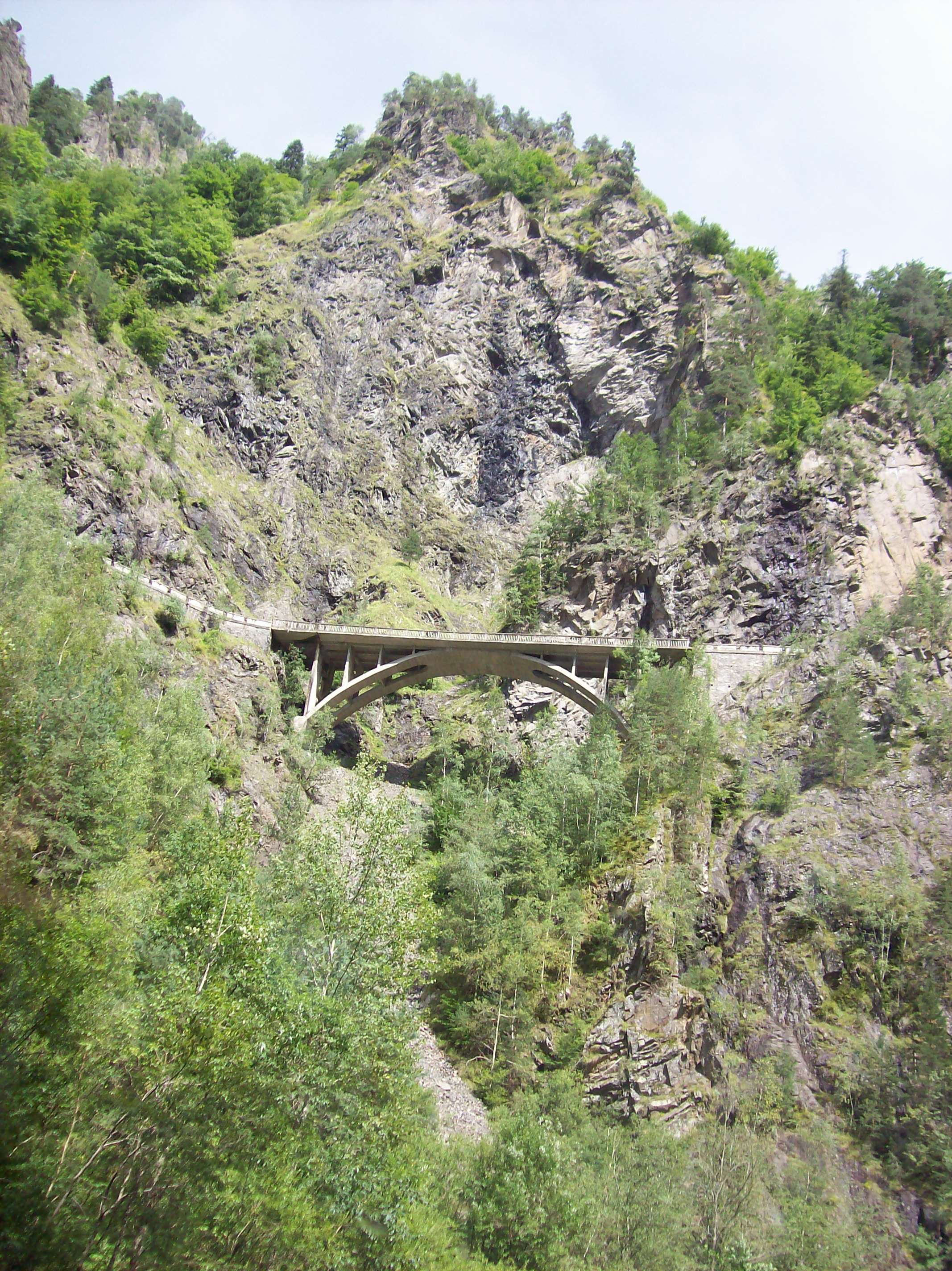
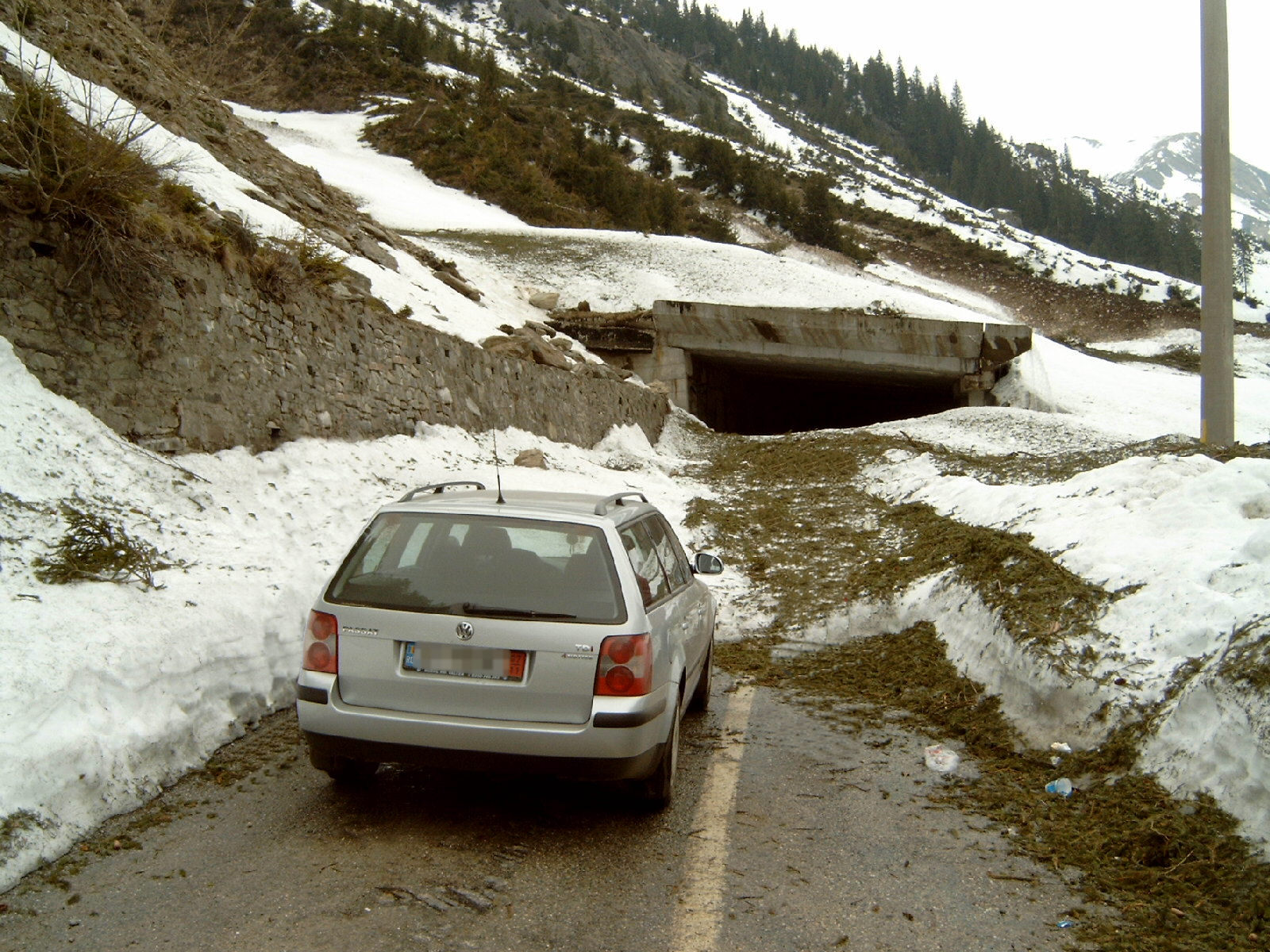
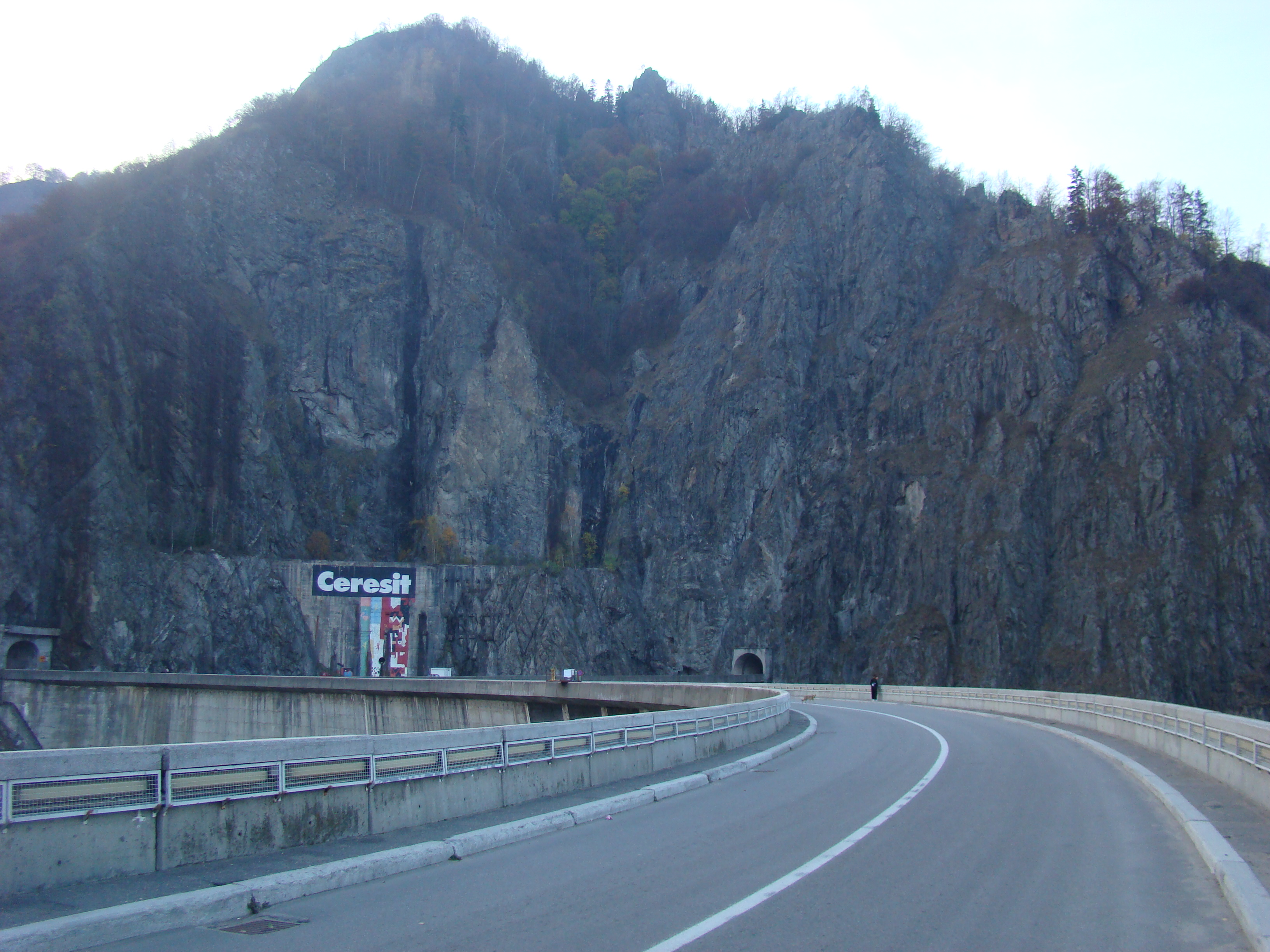
Гребля
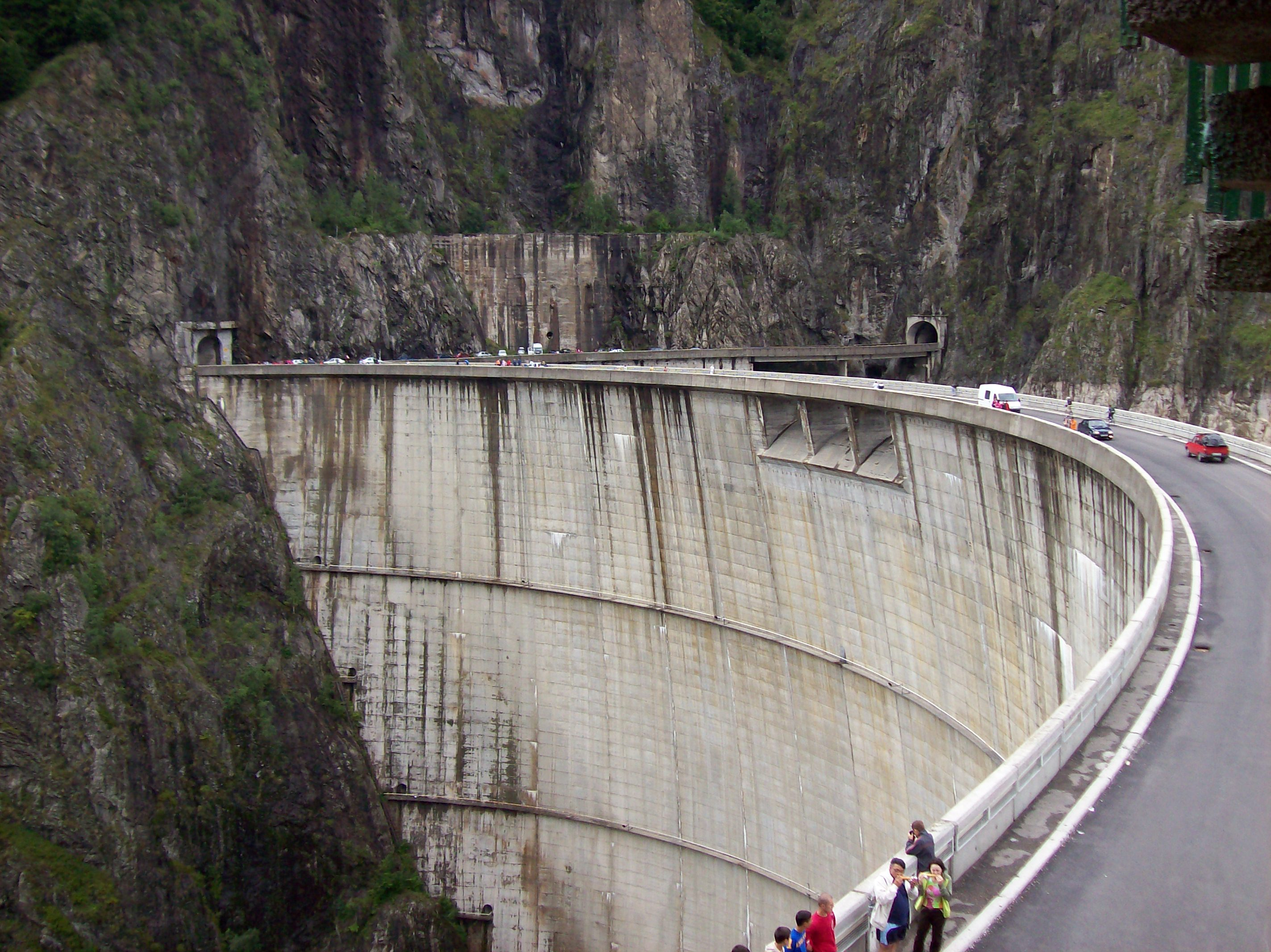
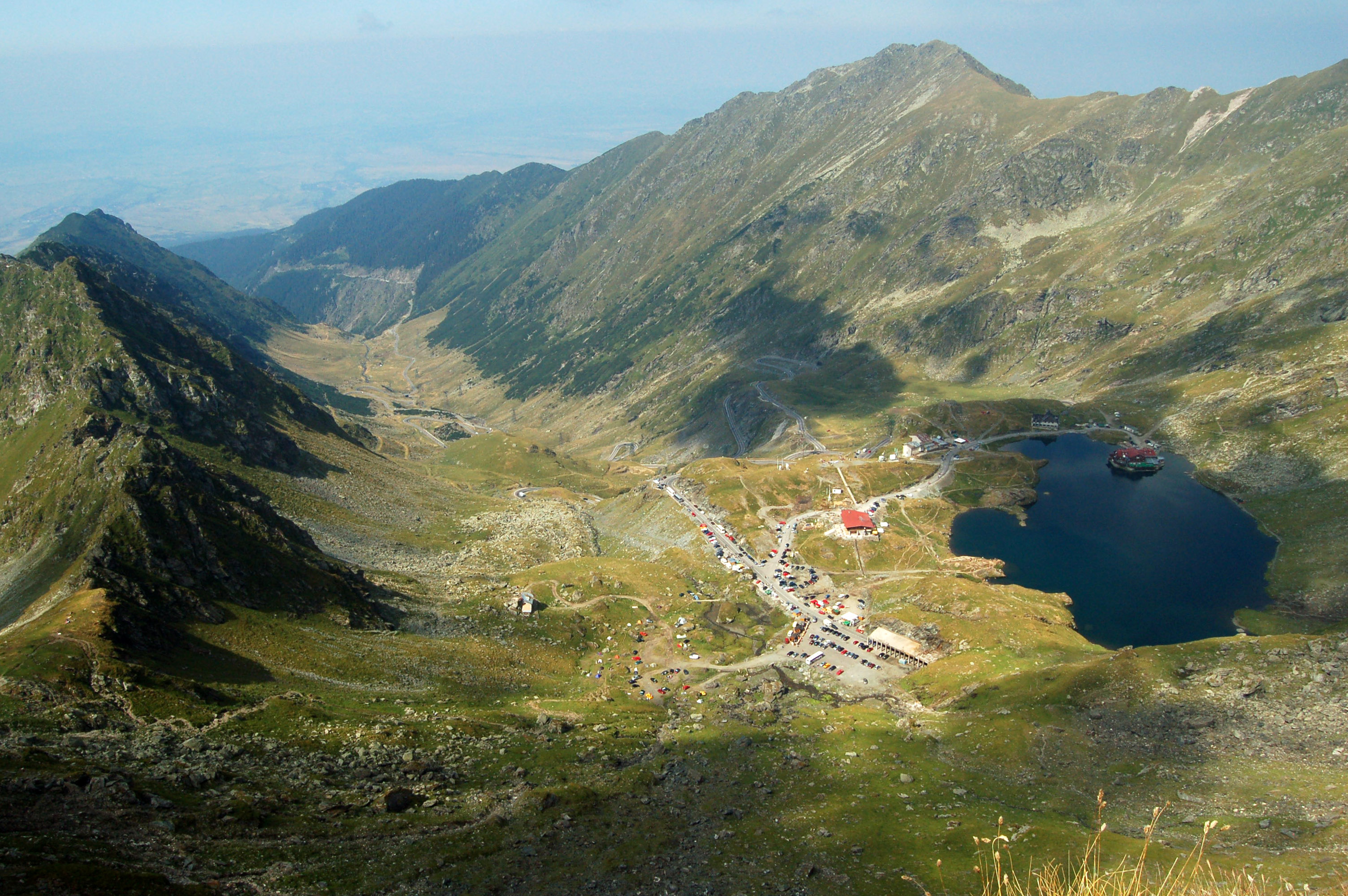
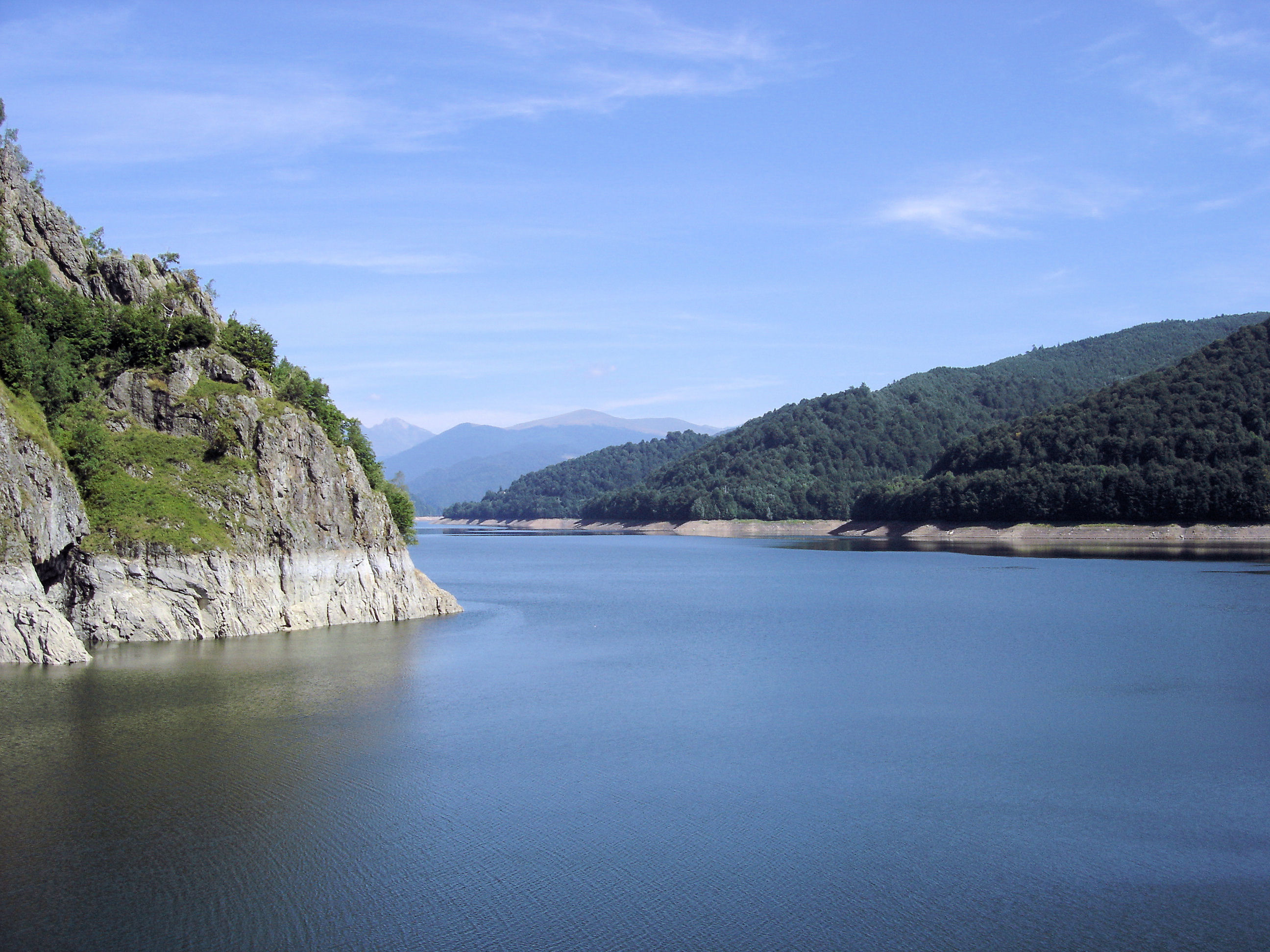
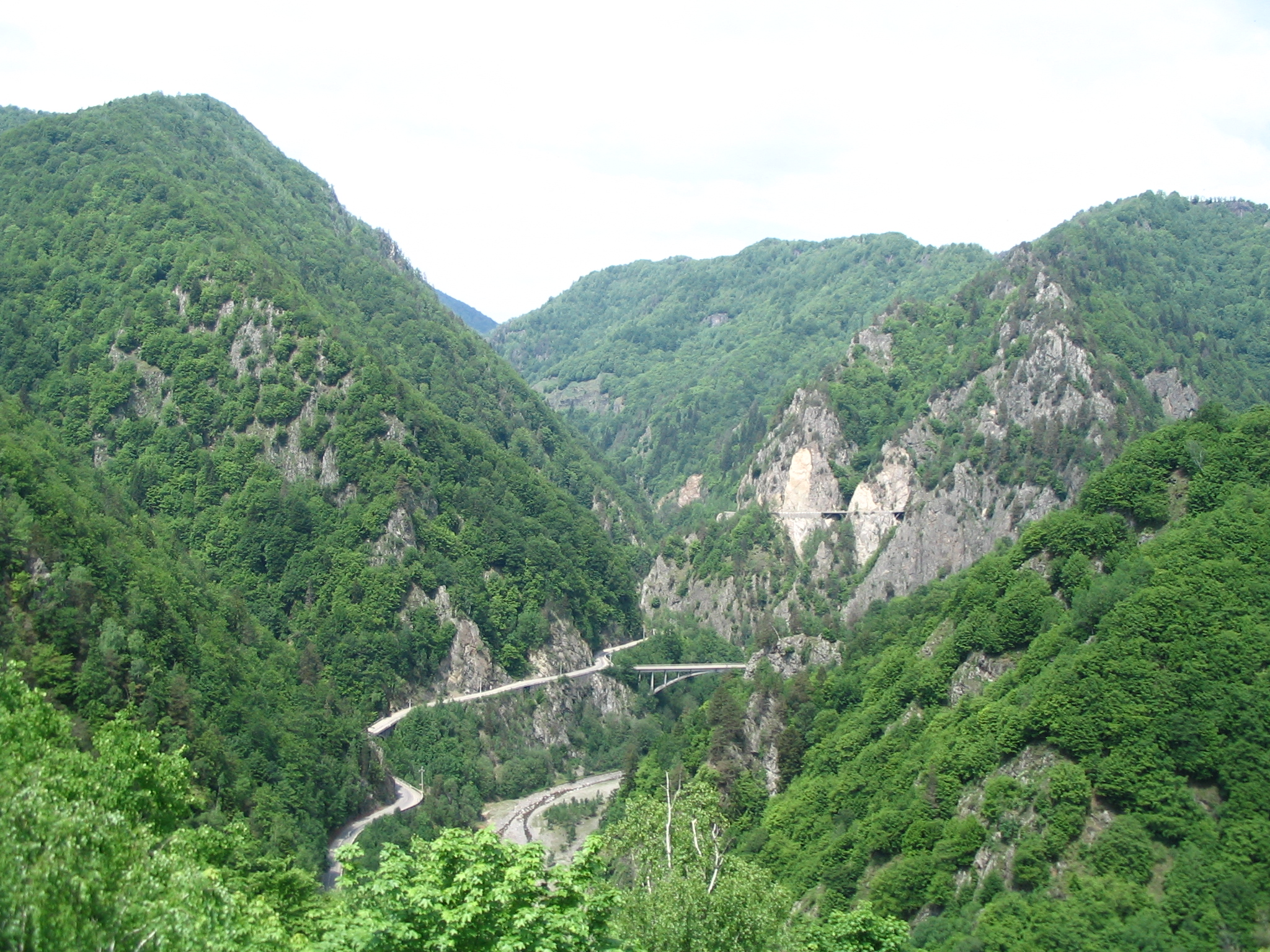
Вид на шосе із замку Арефу